# Der Krieger des Kaisers
Der Krieger des Kaisers, auch Dynasty Warrior – Der Krieger des Kaisers (Originaltitel: chinesisch 秦俑, Pinyin Qín yǒng, Jyutping Coen4 jung2, internationaler Titel: englisch A Terra-Cotta Warrior), ist ein in Hongkong gedrehter Film aus dem Jahr 1989. Es ist ein Mix aus Abenteuerfilm, Actionkomödie, Fantasy und Romanze mit dem chinesischen Kinostar Gong Li in der weiblichen Hauptrolle.

## Handlung
China vor rund 3000 Jahren in der Gegend von Xi’an: Am Hof des ersten chinesischen Kaisers Qin Shihuangdi lebt die bildhübsche Hofdame Winter (Gong Li). General Kam, der oberste Heerführer des Herrschers, will mit Winter eine Liaison eingehen. Diese ist jedoch abgeneigt, da sie heimlich eine Affäre mit dem Gardisten Tian Fong hat. Als der General dahinterkommt und die Beziehung auffliegt, droht den Liebenden der Tod. In ihrer Verzweiflung stiehlt Winter dem Kaiser das Elixier des Lebens, eine Mixtur, die Unsterblichkeit verleiht. Winter kann Fong das Elixier im letzten Moment überreichen, bevor sie auf dem Scheiterhaufen stirbt. Fong wird mit Lehm eingeschmiert und zu einer Terrakotta-Statue verarbeitet, überlebt jedoch durch das Elixier.
Fong erwacht mehrere Tausend Jahre später im China der 1930er Jahre. Der Kaiser ist längst tot, hat sich aber für sein Ableben ein riesiges Mausoleum errichten lassen, das jedoch zum damaligen Zeitpunkt noch unentdeckt ist. Fong ist einer von mehreren Hundert Tonsoldaten der dem Grabmal beigefügten Terrakottaarmee.
In der Nähe des Grabes dreht ein Filmteam gerade einen historischen Film. Mit dabei ist das ebenso attraktive wie naive Filmsternchen Lili Chu (ebenfalls Gong Li), das sich in Aussicht einer großen Karriere dem Hauptdarsteller Yuan an den Hals wirft. Yuan und der Regisseur nutzen die Dreharbeiten jedoch aus einem ganz anderen Grund: Sie wollen nach dem mysteriösen Grabmal Qin Shihuangdis suchen, da sie dort neben Reichtümern auch das Elixier des Lebens vermuten. Bei den Expeditionen, die eigentlich geheim bleiben sollen, kommt Lili Yuan immer wieder in die Quere, da sie dessen Erkundungen fälschlicherweise für Dreharbeiten hält. Während eines Rundfluges verursacht Lili dann noch einen Motorschaden. Während Yuan per Fallschirm entkommt, stürzt Lili mit dem Flugzeug ab, überlebt aber. Bei dem Crash legt sie zufälligerweise den Eingang zum Kaisergrab frei, wodurch Tian Fong freikommt und in Lili die Reinkarnation seiner geliebten Winter wiedererkennt.
Fong weicht seiner Angebeteten fortan nicht mehr von der Seite und bewahrt sie vor allerlei Gefahren, die Lili drohen. Leider entpuppen sich die Gefahren als gewöhnliche Gegenstände und Geräte der modernen Zeit, welche dem aus dem Altertum stammenden Krieger vollkommen unbekannt sind und ihm wie Zauberei erscheinen. Lili ist der ungewollte Bodyguard zunächst lästig, mit der Zeit findet sie jedoch immer mehr Gefallen an dem Sonderling.
Yuan und der Regisseur haben inzwischen die Gunst der Stunde genutzt und sind in das Grab eingestiegen. Ihre Versuche, das Ganze zu tarnen, werden immer unglaubwürdiger und erwecken Fongs Neugier. Als dieser die Wahrheit erkennt, flammt in Fong die alte Kaisertreue als Gardeoffizier wieder auf und er stellt sich den Bösewichtern, die das Mausoleum unter ihre Kontrolle gebracht haben. Durch ihre Aktivitäten im Grab erwacht indes zum Teil die Terrakottaarmee und tötet die Gangster. Es überlebt aber keiner der Krieger, genauso wenig wie Lili. Yuan fällt einer der etlichen Todesfallen des Grabes zum Opfer. Fong ist am Ende siegreich, bleibt aber allein zurück.
Die Schlussszene des Filmes zeigt Fong 50 Jahre später als einfachen Arbeiter im inzwischen entstandenen Museum, der wohl als einziger um die wahre Beschaffenheit der Armee weiß. Als er einmal zufällig von seiner Arbeit aufblickt, sieht er eine Besucherin, die wiederum die Reinkarnation seiner alten Liebe ist, und lächelt.

## Trivia
- Der Film ist im deutschen Raum bisher nur geschnitten erschienen. Im Original ist „Der Krieger des Kaisers“ 145 Minuten lang.[1][2]
- Lief auch unter den Titeln A Terracotta Warrior sowie Gujin dazhan qinyong qing – 古今大戰秦俑情.
- Der Film beruht teilweise auf Tatsachen. Qin Shihuangdi war tatsächlich der erste Kaiser China und baute sich auch wirklich ein riesiges und vor allem prachtvolles Mausoleum, dass von Quecksilber wie auch Fallen durchzogen war und eine große Terrakottaarmee beherbergt. Das Grabmal wurde jedoch erst 1974 von Bauern entdeckt.
- Das im Film erwähnte Elixier des Lebens ist (ähnlich dem Stein der Weisen) ein historischer wie moderner Mythos. Die Suche nach dem monumentalen Kaisergrab sowie dem Elixier des Lebens war auch Bestandteil des 1995 erschienenen Computerspiels „The Riddle of Master Lu“. Bei dem 2008 erschienenen dritten Teil der Kinotrilogie von Die Mumie stehen Kaiser Qin und das Elixier ebenfalls im Mittelpunkt.
- Der Krieger des Kaisers ist die chinesische Variante des als „Kulturcrash“ bekannten Kino- und Fernsehthemas. Es wird u. a. auch in Kate und Leopold, Die Besucher sowie der TV-Serie Catweazle aufgegriffen.